# Bernard Allouf
Cet article possède un paronyme, voir Alouf (homonymie).
Bernard Allouf, né le 15 novembre 1950, est un acteur français.

## Théâtre
- 1972 : Les Bas-fonds de Maxime Gorki, mise en scène de Robert Hossein, Reims, Théâtre de l'Odéon
- 1972 : La Prison d'après Georges Simenon, mise en scène de Robert Hossein, Reims

## Filmographie

### Cinéma
- 1977 : Violette et François de Jacques Rouffio : Caly
- 1978 : Ne pleure pas de Jacques Ertaud
- 2011 : Forces spéciales de Stéphane Rybojad : le président de la République
- 2012 : Télé Gaucho de Michel Leclerc : M. Mauduit
- 2014 : Situation amoureuse : C'est compliqué de Manu Payet : l'oncle Hervé

### Télévision
- 1973 : La Ligne de démarcation, épisode Urbain de Jacques Ertaud : Marcel
- 1974 : Madame Bovary de Pierre Cardinal : Justin
- 1975 : Les Cinq Dernières Minutes, épisode, La Mémoire longue de Claude Loursais : Martin Lagache
- 1975-1976 : Marie-Antoinette, mini-série de Guy Lefranc : Laurent
- 1982 : Les Enquêtes du commissaire Maigret, épisode Maigret et les Braves Gens de Jean-Jacques Goron : l'inspecteur Lequeux
- 1984 OPERATION OPEN :  avec Jean Dalric  PORTUGAL LES FOUDRES DE BACCHUS de ROGER PIGAUT     LAPONIE LA RIVIÈRE DU MILIEU de PIERRE LARY     ALLEMAGNE LES VOLEURS DE MOUTONS de PATRICK JAMAIN       ITALIE VACANCES à L'ADAMELLO BRENTA de JEAN JACQUES GORON     FRANCE LE GRAND CHAOS de FRANÇOIS DUPONT MIDY     MEXIQUE LE SECRET DE L'ARMADILLO de JEAN CLAUDE CHARNEY     PORT CROS L'ILE AUX TRÉSORS de BORAMY TIOULONG     LES PYRÉNÉES LE GRAND CÉRÉMONIAL de BERNARD CHOQUET     TURQUIE LE RETOUR DU LÉOPARD de ANDRÉ FARWAGI     POLOGNE LE ROI S'EST ÉVADÉ de JEAN PIERRE DECOURT     PORTUGAL UN AMOUR DE LOUP de FRANÇOIS DUPONT MIDY    �,6      SUISSE LES CHAMOIS PRÉFERENT L'OMBRE de TONY FLADT

- 1991: Histoires d'amour, épisodes Le Démon des muses et La Femme de mon ami
- 1991 : Cas de divorce : Maître Rivière / Henry Charpentier
- 1993-1995 : Seconde B de Christophe Gregeois : le commissaire Delambre
- 1993-1995 : Julie Lescaut : Perez
- 2000-2001 : Les Vacances de l'amour de Pat Le Guen : le médecin
- 2000 : Un homme en colère, épisode Un homme amour sans limite d'Élisabeth Rappeneau : le professeur Berg
- 2002 : La Vie devant nous, épisode Comme un grand de Vincenzo Marano : Edouard
- 2005 : Femmes de loi, épisode Meurtre à la carte de Gérard Cuq : Jacques Corvalec
- 2005 : Léa Parker, épisode Le Solitaire d'Olivier Jamain : le professeur
- 2005 : Granny Boom de Christiane Lehérissey : Olivier Barret
- 2007 : Divine Emilie d'Arnaud Sélignac : le géomètre
- 2007 : PJ, épisodes Substance nuisible et Convoitise de Claire de La Rochefoucauld : Francis Page / Patrice Berty
- 2007 : Supergranny.com de Christiane Lehérissey : Olivier Barret
- 2007-2009 : Plus belle la vie : Yves Barrel (saisons 3 et 5)
- 2010 : Clem, épisode pilote de Joyce Buñuel : Dr Bertin
- 2011 : Insoupçonnable de Benoît d'Aubert : André
- 2012 : RIS, police scientifique, épisode Des lendemains sombres d'Éric Le Roux : le père de Julie
- 2012-2013 : Le Jour où tout a basculé... à l'audience de Sylvain Ginioux : le juge Yves Brunert
- 2013 : Le Jour où tout a basculé, épisode Un indic dans la boîte (Top secret) de Jean-Luc Mathieu : Paul Mongier
- 2014 : Candice Renoir, épisode Qui ne dit mot consent d'Olivier Barma : Dr Robert Assous
- 2019 : Coup de foudre à Saint-Pétersbourg, téléfilm de Christophe Douchand : Sergueï

### Publicité
- 2015 : BiC

## Doublage
Sources : RS Doublage, Doublage Séries Database et crédits de fin.

### Cinéma

#### Films
- 2002 : Infernal Affairs : l'inspecteur Cheung (Ng Ting Yip)
- 2020 : Le Bal des 41 : Felipe (Álvaro Guerrero (es))
- 2021 : The Execution (en) : Valita (Evgeniy Muravich)
- 2025 : Bullet Train Explosion : Tsutomu Onodera [Qui ?]

#### Films d'animation
- 2007 : Barbie, princesse de l'Île merveilleuse : Sagi

### Télévision

#### Téléfilms
- Jack Wagner dans :
  - En route vers le mariage (2016) : Mick Turner
  - En route vers le mariage : Rendez-vous avec l'amour (2017) : Mick Turner
  - En route vers le mariage : Un amour de Saint-Valentin (2018) : Mick Turner
  - En route vers le mariage : Faits l'un pour l'autre (2018) : Mick Turner
  - En route vers le mariage : Le Retour de mon ex (2019) : Mick Turner
  - Noël tombe à pic (2022) : Beauregard Belmont
- Fred Henderson dans :
  - Noël à Crystal Falls (2018) : Ed Andrews
  - Mon miracle de Noël (2022) : Papy Howard
- 2019 : Coup de foudre au château de glace : Clark (Richard Nash)
- 2021 : Les incroyables talents de Noël : Tim Rhodes (Tom Butler)
- 2022 : Bad Nanny : Dr Sanford (Charles Christopher) et Benjamin (Byron Baudo)
- 2023 : Disparition au palace : Rob Brant (Stephen Sparks)

#### Séries télévisées
- 1983-1985 : Dynastie : Farnsworth « Dex » Dexter (Michael Nader) (1re voix)
- 1994 : Un drôle de shérif : Jason Steinberg (Paul Eiding) (6 épisodes)
- 1998-2003 : Tout le monde aime Raymond : Gerard (Fred Stoller (en)) (7 épisodes)
- 2001-2002 : New York Police Blues : le sergent Mahoney (Jack McGee) (6 épisodes)
- 2004 : FBI : Portés disparus : Michael Krauss (James Russo) (saison 2, épisode 23)
- 2004-2007 : Les Soprano : Phil Leotardo (Frank Vincent) (30 épisodes)
- 2004-2007 : Degrassi : La Nouvelle Génération : M. Del Rossi (Tony Sciara) (6 épisodes)
- 2005 : How I Met Your Mother : Marvin Eriksen Sr. (Bill Fagerbakke) (1re voix - saison 1, épisode 9)
- 2005-2007 : Jardins secrets : Anton van Kampen (Victor Reinier) (3 épisodes)
- 2007-2012 : La Petite Mosquée dans la prairie : Fred Tupper (Neil Crone (en)) (91 épisodes)
- 2009 : The Philanthropist : Javor Perovic (Marcel Iures) (épisode 5)
- 2011 : Black Mirror : le juge Hope (Rupert Everett) (saison 1, épisode 2)
- 2013-2023 : Les Enquêtes de Morse : le commissaire Reginald Bright (Anton Lesser) (35 épisodes)
- 2019 : Brigada Costa del Sol (es) : la Seiche (Rodrigo Poisón)
- 2019-2020 : Warrior : Russell Flannagan (David Butler) (13 épisodes)
- 2019-2021 : Atiye : Serdar, le père d'Ozan (Tim Seyfi (tr)) (20 épisodes)
- 2021 : Grey's Anatomy : Station 19 : le chef McCallister (Larry Poindexter (en)) (3 épisodes)
- 2022 : Les Héritiers de la terre : Mahir (Abel Folk)
- 2023 : The Changeling (en) : le Père Hagen (Tom Rooney)
- 2023 : Death's Game : le père de Lee Su-yeon (Jung Hee-tae (en))

#### Séries d'animation
- 2023 : Les Carnets de l'apothicaire : voix additionnelles

### Jeux vidéo
- 2017 : Final Fantasy XV: Comrades : voix additionnelles
- 2018 : Jurassic World Evolution : Cabot Finch
- 2022 : Star Trek Prodigy : Supernova : Drednok

## Voix off

### Documentaires
- 1994 : Des éléphants et des hommes (Télé Images, Tigress Productions Ltd) : Ibrahim
- 1996 : Ngorongoro, les derniers rugissements du lion (BBC)
- 2003 : Les Sept merveilles du monde industriel (BBC)
- 2003 : Révolution rock'n'roll (3 x 52 minutes, Dokumenta, Discovery Channel, France 5)
- 2003 : Les loups des montagnes (Bitis Documentales)
- 2004 : Sur la route des caravanes (Transglobe Films, El Deseo)
- 2005 : Le Clan des suricates (Animal Planet)
- 2011 : Comment ça marche (Discovery Channel)
- 2012 : Comment c'est fait (Discovery Channel)

### Émission
- 2009-2018 : Pawn Stars, les rois des enchères: Richard Benjamin Harrison (et certains clients)